# Колан (Хрватска)
Колан је насељено место и седиште општине у Задарској жупанији, на острву Пагу, Република Хрватска.

## Историја
До територијалне реорганизације у Хрватској налазио се у саставу бивше велике општине Паг.

## Становништво
На попису становништва 2011. године, општина Колан је имала 791 становника, од чега у самом Колану 379.

## Попис1991.
На попису становништва 1991. године, насељено место Колан је имало 525 становника, следећег националног састава:
| Попис 1991.‍  | Попис 1991.‍  | Попис 1991.‍ | Попис 1991.‍ | Попис 1991.‍ |
| ------------ | ------------ | ----------- | ----------- | ----------- |
|              |              |             |             |             |
| Хрвати       | Хрвати       |             | 515         | 98,09%      |
| Срби         | Срби         |             | 2           | 0,38%       |
| Муслимани    | Муслимани    |             | 1           | 0,19%       |
| Словенци     | Словенци     |             | 1           | 0,19%       |
| неопредељени | неопредељени |             | 2           | 0,38%       |
| регион. опр. | регион. опр. |             | 1           | 0,19%       |
| непознато    | непознато    |             | 3           | 0,57%       |
| укупно: 525  |              |             |             |             |